# Anisaspoides
Anisaspoides is een geslacht van spinnen uit de familie Paratropididae.

## Soorten
Het geslacht kent de volgende soort:
- Anisaspoides gigantea F. O. P.-Cambridge, 1896